# Крістіан Вольпато
Крістіан Вольпато (італ. Cristian Volpato, нар. 15 листопада 2003, Кемпердаун, Австралія) — італійський та австралійський футболіст, атакувальний півзахисник «Сассуоло» і молодіжну збірну Італії.

## Клубна кар'єра

### Ранні роки
Крістіан Волпато народився в Кемпердауні, західному передмісті Сіднея, Австралія.
Вольпато почав грати у футбол в Ебботсфорді, іншому передмісті Сіднея, де він був дуже плідним бомбардиром. Це дозволило йому надалі грати у футбольній школі «Сіднея» та академії «Вестерн Сідней Вондерерз». Згодом Вольпато отримав запрошення від італійської «Роми» на перегляд.
Після кількох місяців у Римі, де він зміг продемонструвати свої атакувальні здібності, молодий футболіст у січні 2020 року підписав трирічний контракт із клубом зі столиці Італії. Через місяць він приєднався до юнацької команди під керівництвом легенди клубу Франческо Тотті, взявши футболку з аналогічним номером 10.
Через рік Вольпато підписав свій перший професійний контракт з «Ромою», нову трирічну угоду, яка пов'язувала його з клубом до 2024 року. Під час молодіжних змагань через пандемію COVID-19 в Італії він став постійним гравцем у молодіжній команді до 18 років, забивши п'ять голів протягом сезону 2020/21 років.

### «Рома»
Вольпато дебютував за основну команду «Роми» 4 грудня 2021 року в матчі з міланським «Інтером» (0:3), а 19 лютого 2022 року забив свій перший гол у Серії А в матчі проти «Верони» (2:2).
За два роки взяв участь у 10 іграх «Роми» в елітному італійському дивізіоні.

### «Сассуоло»
29 червня 2023 року за орієнтовні 7,5 мільйонів євро 19-річний на той час гравець перейшов до «Сассуоло».

## Кар'єра у збірних
Вольпато має право представляти на міжнародному рівні Австралію або Італію.
На початку серпня 2021 року Крістіана Вольпато викликали до юнацької збірної Італії до 19 років, проте через кілька днів відмовились.
12 грудня 2021 року повідомлялося, що тренер національної збірної Австралії Грем Арнольд розглядає можливість викликати Волпато на матчі відбору на чемпіонат світу 2022 року проти В'єтнаму та Оману. Його також викликали до збірної збірної Австралії до 23 років, однак «Рома» не відпустила гравця. Загалом зіграв на турнірі у всіх чотирьох іграх і дійшов з командою до півфіналу.
У березні 2022 року, після поразки збірної Австралії з рахунком 0:2 від національної збірної Японії, яка автоматично позбавила островитян шансів напряму кваліфікуватися на чемпіонат світу в Катарі та відправила їх до плей-оф, Вольпато опублікував зображення у додатку Snapchat, де висміяв команду, викликавши обурення австралійських вболівальників.
Влітку 2022 року Вольпату у складі юнацької збірної Італії до 19 років взяв участь у юнацькому чемпіонаті Європи 2022 року в Словаччині. Він дебютував у першому матчі групового етапу проти Румунії (2:1) та забив переможний гол на 68-й хвилині. У останній грі групового етапу він знову відзначився голом, цього разу у грі з Францією (1:4).
У листопаді того ж 2022 року провів свою першу гру за молодіжну збірну Італії.

## Стиль гри
Вольпато може грати як треквартіста або як вінгер. На початку кар'єри його розглядали як реджисту або відтягнутого плеймейкера і часто порівнювали із Тотті, що теж грав під номером 10 і був його тренером у перший рік у «Ромі».

## Статистика виступів

### Статистика клубних виступів
Станом на 26 серпня 2023
| Сезон             | Команда           | Чемпіонат         | Чемпіонат | Чемпіонат | Національний кубок | Національний кубок | Національний кубок | Континентальні кубки | Континентальні кубки | Континентальні кубки | Інші змагання | Інші змагання | Інші змагання | Усього | Усього |
| Сезон             | Команда           | Ліга              | Ігор      | Голів     | Ліга               | Ігор               | Голів              | Ліга                 | Ігор                 | Голів                | Ліга          | Ігор          | Голів         | Ігор   | Голів  |
| ----------------- | ----------------- | ----------------- | --------- | --------- | ------------------ | ------------------ | ------------------ | -------------------- | -------------------- | -------------------- | ------------- | ------------- | ------------- | ------ | ------ |
| 2021–22           | «Рома»            | A                 | 3         | 1         | КІ                 | 0                  | 0                  | ЛК                   | -                    | -                    |               | -             | -             | 3      | 1      |
| 2022–23           | «Рома»            | A                 | 7         | 1         | КІ                 | 1                  | 0                  | ЛЄ                   | 3                    | 0                    |               | -             | -             | 11     | 1      |
| Усього за «Рому»  | Усього за «Рому»  | Усього за «Рому»  | 10        | 2         |                    | 1                  | 0                  |                      | 3                    | 0                    |               | -             | -             | 14     | 2      |
| 2023–24           | «Сассуоло»        | A                 | 1         | 0         | КІ                 | 1                  | 0                  | -                    | -                    | -                    | -             | -             | -             | 2      | 0      |
| Усього за кар'єру | Усього за кар'єру | Усього за кар'єру | 11        | 2         |                    | 2                  | 0                  |                      | 3                    | 0                    |               | -             | -             | 16     | 2      |

### Статистика виступів за збірну
| Дата       | Місто  | Господарі | Результат | Гості     | Турнір           | Голи | Примітки |
| ---------- | ------ | --------- | --------- | --------- | ---------------- | ---- | -------- |
| 19-11-2022 | Анкона | Італія    | 2 – 4     | Німеччина | Товариський матч | -    | 71' 89'  |
| Усього     |        | Матчів    | 1         |           | Голів            | 0    |          |